# ميكي ياناغي
ميكي ياناغي (باليابانية: 柳美稀؛ بالكانا: やなぎ みき) هي عارضة أزياء وعارضة وممثلة يابانية، ولدت في 24 أغسطس 1997 في أوساكا في اليابان.

## وصلات خارجية
- ميكي ياناغي على موقع IMDb (الإنجليزية)
- ميكي ياناغي على موقع قاعدة بيانات الفيلم (الإنجليزية)